# Gallitos de Isabela
Los Gallitos de Isabela son un equipo del Baloncesto Superior Nacional de Puerto Rico (BSN). El equipo se fundó en 1968 donde se proclamaron campeones de Puerto Rico invictos en el Torneo de Primera Categoría, pero no fue hasta el 1969 donde se inician oficialmente en la liga del Baloncesto Superior Nacional.

## Historia

### Primeros años
En el 1968 conformados por Roddy “El Látigo” Mercado Tirado, Pedro Quiñones, Berto Melendez, Nilo Verdejo, Luis Caban, Gwinghi y Felipe Segui, y dirigidos por José "Fufi" Santori llegan segundo lugar tras perder contra los Gigantes de Carolina. Ese mismo año luego de ser aceptados en el Circuito de Baloncesto Superior se les une Mickey Coll logrando así el campeonato del Torneo de Primera Categoría.
Para el comienzo de la temporada de 1969 habían jugado juntos sobre cincuenta desafíos, perdiendo el partido inaugural contra los Santos de San Juan en 2 tiempo extras. Se apuntaron su primera victoria contra Arecibo en el Rodríguez Olmo. Solo ganaron 6 juegos esa temporada.
Al año siguiente se les unen Jimmy Thordsen y Pedrito Salgado y en 1971 los Gallitos llegaron al tope de la Liga con el mejor récord de ganados y perdidos.

### Regreso y Salida del Baloncesto Superior
En el 1996 tras dos años de receso resgresan los Gallitos al Baloncesto Superior bajo el liderato del Dr. José "Ché" López como apoderado y el Dr. Francisco Rivera y Hansy Velázques como co-apoderados y dirigidos por Omar González. Inauguran su nueva casa, el Coliseo José "Buga" Abreu.
Luego de varios años en los últimos lugares, en el 2005 tras terminar en la novena posición con 6 victorias y 26 derrotas, el equipo perdería su franquicia.

### Estadísticas hasta el 2005
- Games by team López Gelica, Carlos 446
- Points by team Pellot Rosa, Edwin 6819
- Rebounds by team Thordsen Lasvitt, James 'Jimmy' 3509
- Assists by team Thordsen Lasvitt, James 'Jimmy' 879
- Points by team (average) Pellot Rosa, Edwin 23,352
- Rebounds by team (average) Coll, Mickey 10,82
- Assists - by team (average) Quiñones Suárez, Joel M. 2,549
- More years in the same team - by team López Gelica, Carlos 16

## 2010

### Regreso en Grande
En el 2010 luego de casi 5 años de ausencia regresan los Gallitos de Isabela con un nuevo equipo y una nueva mentalidad, trayendo de vuelta la pasión a sus fanáticos junto a unas de las mejores rivalidades de la liga: Gallitos vs Piratas.
Con casa llena y bajo el mando de Carlos Mario Rivera, los espuelericos van en busca de su primer campeonato en el Baloncesto Superior.

## Trayectoria
| Temporada           | Juegos | Ganados | Perdidos | AVG  | Resultado |
| ------------------- | ------ | ------- | -------- | ---- | --------- |
| Gallitos de Isabela |        |         |          |      |           |
| 1969                | 24     | 6       | 18       | .250 | 10.º      |
| 1985                | 42     | 29      | 13       | .690 | 3.º       |
| 1986                | 38     | 23      | 15       | .605 | 1/4 Final |
| 1997                | 32     | 14      | 18       | .437 | 12º       |
| 1998                | 30     | 16      | 14       | .533 | 8.º       |
| 2000                | 28     | 11      | 17       | .392 | 12º       |
| 2001                | 24     | 5       | 19       | .208 | 12º       |
| 2002                | 30     | 6       | 24       | .200 | 12º       |
| 2003                | 30     | 6       | 24       | .200 | 13º       |
| 2004                | 30     | 7       | 23       | .233 | 10.º      |
| 2005                | 32     | 6       | 26       | .187 | 9.º       |
| 2010                | 29     | 11      | 18       | .379 | 7.º       |
| Totales             | 425    | 134     | 211      | .315 |           |

## Jugadores destacados

### Miembros del Salón de la Fama
- Roddy "El Látigo" Mercado Tirado
- Jeffrey Carrión
- Jorge L. Corchado
- Manuel Durán
- Erick Fernández
- Carlos López
- Edgar Padilla
- Edwin Pellot
- Joel M. Quiñones
- Frankie Toruellas
- Mickey Coll
- Antonio (Poper) Pérez
- Juan (La Bala) Roman
- Rolando (Roly) Rodríguez
- Damian (El Shooter) Piñeiro
- Pablo (El Titán) Lasalle
- Jimmy Thordsen
- Ramón Rosado Rodríguez (Waterboy)
- Steven Pacheco (Trapeador)
- Stefano(El Rubio) Rodriguez Negron

## Dirigentes
- Santori, José "Fufi" 1968-1971
- Jackson, Phil 1984-1986
- González, Alberto 2001-2001
- Colón Ramos, William José 2001-2001
- Santiago Viera, Nelson 2003-2003
- Martínez Boglio, José Ramón 'Pepe' 2003-2003
- Worthen, Samuel Lee 'Sam' 2004-2004
- Mercado, Miguel 2005-2005
- Worthen, Samuel Lee 'Sam' 2005-2005